# Галієй
Галіє́й (також Галіей, дав.-гр. Βάττος) — персонаж давньогрецької міфології, фінікійський мешканець.
Брат Агрея, мисливця, який навчив цьому людей. Сам Галієй вважається першим рибалкою серед людей, що приніс їм рибальство.
Також Галієй — це прізвисько Діоніса, культове зображення якого купали в морі.